# Pimentel
Pimentel (sardinsky: Pramantèllu) je italská obec (comune) v provincii Sud Sardegna v regionu Sardinie. Nachází se ve výšce 154 metrů nad mořem a má přibližně 1 100 obyvatel. Rozloha obce je 14,97 km².